# Cresques Abraham
Cresques Abraham (Palma de Mallorca, 1325 - 1387), fue un iluminador de manuscritos judío mallorquín del siglo XIV, autor del Atlas Catalán y de la Biblia Farhi. Fue padre del también cartógrafo Jehuda Cresques, ambos figuras señeras de la denominada escuela cartográfica mallorquina.

## Biografía
Se conoce bastante bien la vida de Cresques Abraham gracias a 21 documentos de archivo que lo mencionan y a las indicaciones que él mismo dejó en sus obras. Nació el 28 de tamuz de 5085 (11 de julio de 1325) en una familia judía de cultura románica de la ciudad de Mallorca. Era hijo de  Abraham Vidal y nieto de Vidal Cresques, el cual había sido secretario de la aljama de la ciudad.
Se casó hacia 1350 con una judía de cultura árabe llamada Seteddar. Tuvieron dos hijos: el conocido Jehuda Cresques y Astruga. Vivían en una casa grande en la aljama, cerca de la Puerta del Temple.
Es posible que fuera hermano del Vidal Abraham que iluminó en 1340 un ejemplar del Libro de las Franquezas de Mallorca.
El nombre de Cresques Abraham ha sido objeto de cierta confusión entre los historiadores. Los judíos mallorquines del siglo XIV seguían la costumbre de tomar como apellido el nombre de su padre. Por ello, "Cresques Abraham" significaba "Cresques hijo de Abraham" y es coherente con que su hijo se llamara "Jehuda (hijo de) Cresques". Es incorrecto por tanto denominar a este personaje "Abraham Cresques".
Al mismo tiempo, como todos los hombres judíos de su época, Cresques tenía un nombre litúrgico hebreo que se imponía el día de la circuncisión y se usaba en ocasiones especiales. En su caso, este nombre era Elisha be-rabbí Abraham be-rabbí Beveniste be-rabbí Elisha.
La ocupación de Cresques, según los documentos de archivo conservados, era maestro de mapamundis y brújulas. No se sabe de ninguna otra persona que desempeñase esos oficios en toda la Corona de Aragón durante la vida de Cresques. No obstante, Jaume Riera y otros expertos consideran que el oficio principal de Cresques era el de iluminador de manuscritos, no el de cartógrafo.

En 1368 realizó un mapamundi para el rey Pedro IV de Aragón, gracias a lo cual accedió al privilegio de "familiar real", que le autorizaba por ejemplo a portar espada y a no tener que llevar el redondel rojo distintivo de judío en sus ropas. Según Cresques, este privilegio suscitó la envidia de otros judíos de la aljama, que le aumentaron sus impuestos y le excluyeron del consejo de gobierno, por lo que solicitó protección en varias ocasiones entre 1380 y 1382 al rey Pedro y a su hijo el príncipe Juan.  En 1381, el príncipe Juan ordenó la entrega a un caballero francés de un mapamundi realizado por Cresques para regalárselo al rey Carlos VI de Francia. El príncipe solicitaba la presencia de Cresques en el acto de entrega en Barcelona. En 1382 Cresques realizó un nuevo mapamundi para el rey Pedro, dibujado sobre paneles de madera, por valor de 140 florines aragoneses.Su hijo Jehuda colaboró en la elaboración de este mapamundi  y, tras la muerte de Cresques en marzo de 1387, se encargó de completar otro mapamundi encargado por el nuevo monarca aragonés Juan I.

## Obra

### Atlas Catalán
El Atlas Catalán de 1375 es la obra que se atribuye a Cresques con mayor seguridad. Se conserva en la Biblioteca Nacional de Francia (signatura MS. Espagnol 30).

### Otros mapas
Ramon Pujades ha atribuido cinco mapas anónimos de estilo náutico a Cresques Abraham, a su hijo Jehuda o a su hipotético taller.
- La Carta veneciana, un portulano conservado en la Biblioteca Marciana de Venecia (It IV 1912).
- La Carta florentina, un portulano conservado en la Biblioteca Nacional Central de Florencia (Portolano 22).
- La Carta napolitana, un portulano conservado en la Biblioteca Nacional Víctor Manuel III de Nápoles (Ms. XII.D.102).
- El Mapa de Estambul, fragmento de un mapamundi conservado en el palacio de Topkapı en Estambul (T.Y.K. 1828).
- La Carta de París, un portulano conservado en la Biblioteca Nacional de Francia en París (Res. Ge. AA. 751).

Al igual que el Atlas, estos cinco mapas no están firmados ni tienen fecha, pero se ubican en el último cuarto del siglo XIV. A pesar de las similitudes que existen entre ellos, existe la posibilidad de que fuesen hechos por distintos talleres.

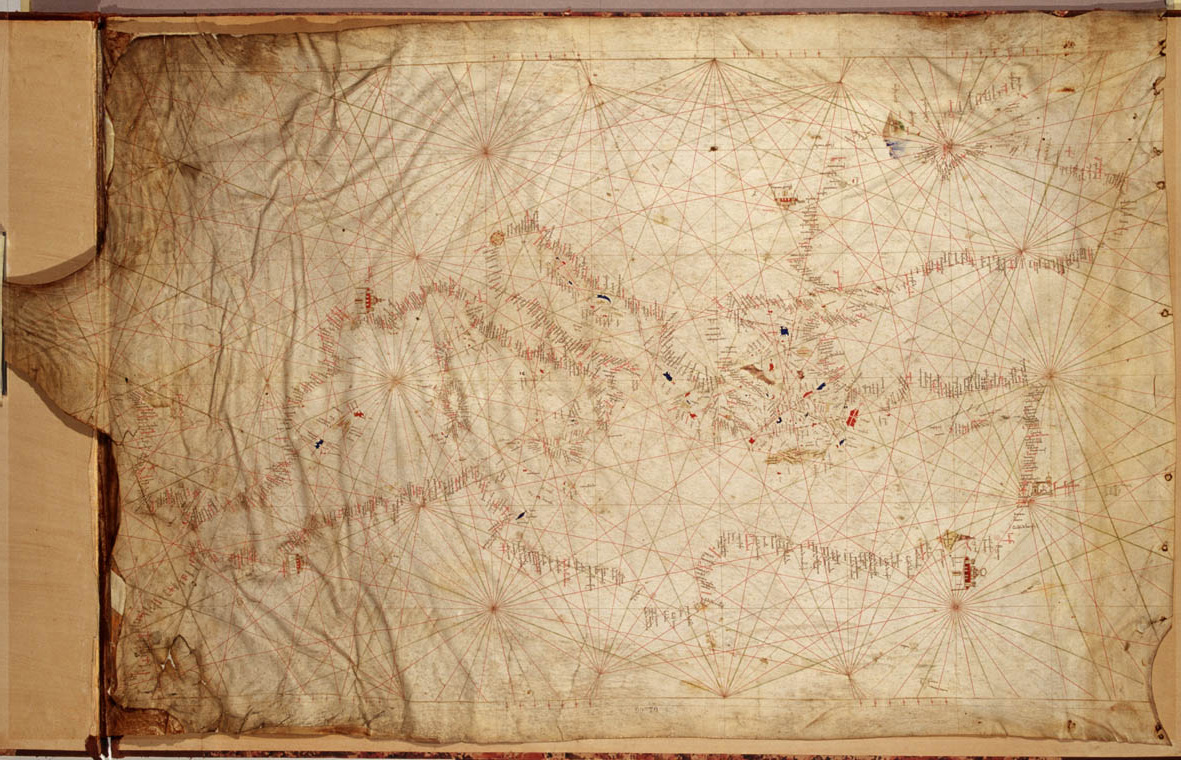
Carta veneciana
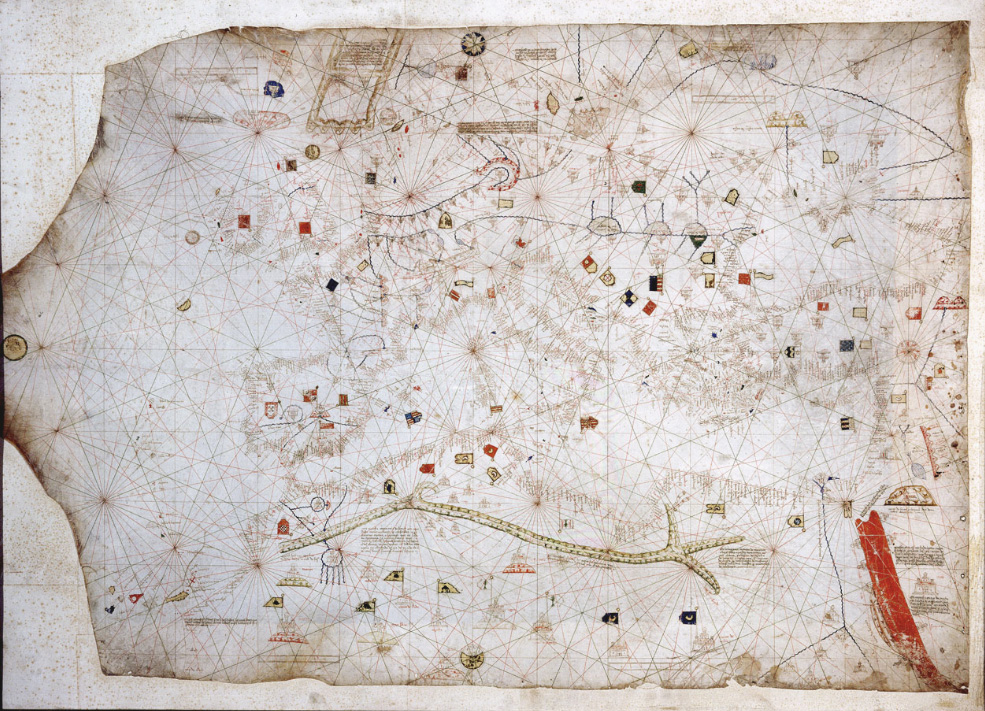
Carta napolitana
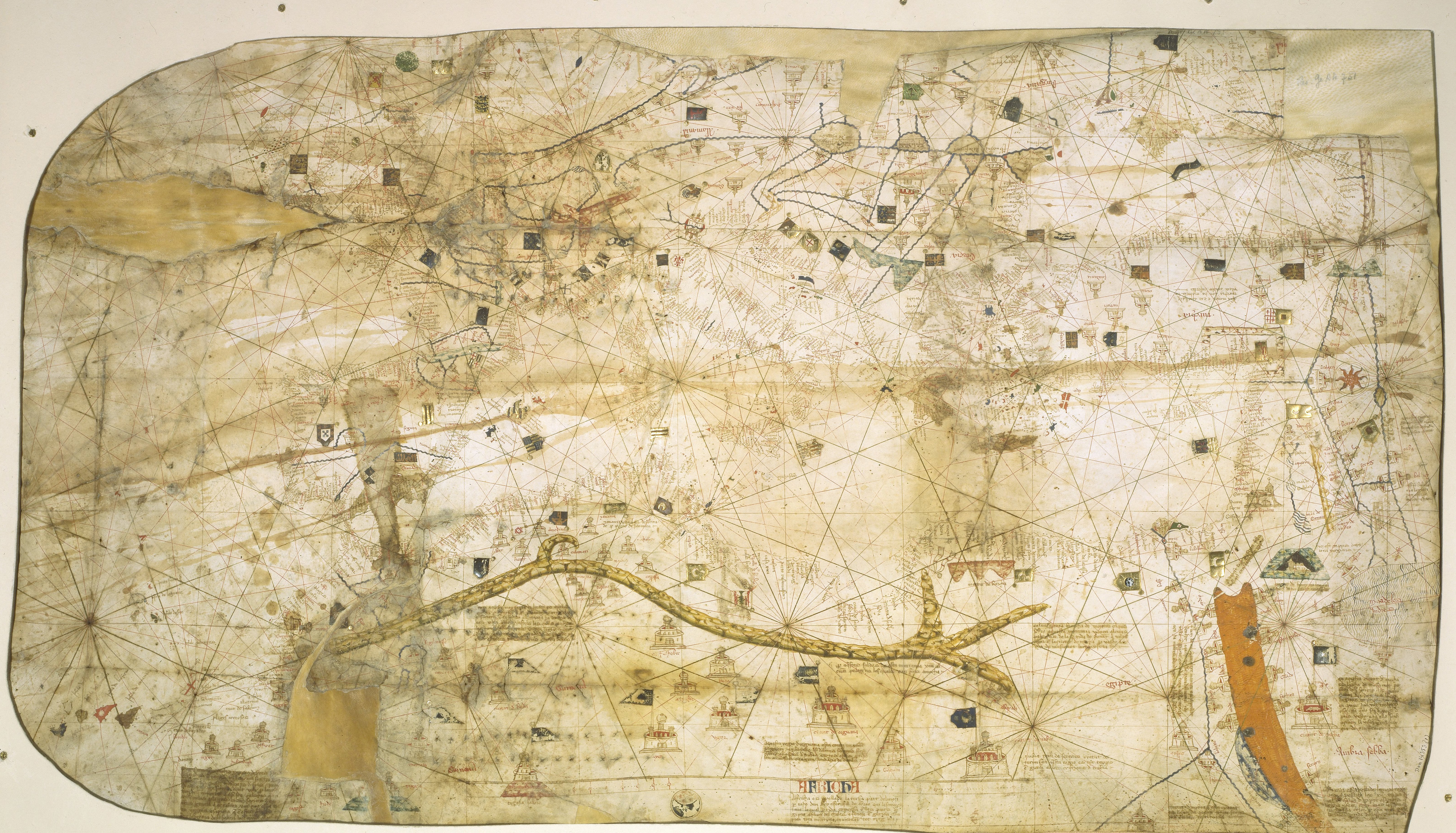
Carta de París

### Biblia Farhi

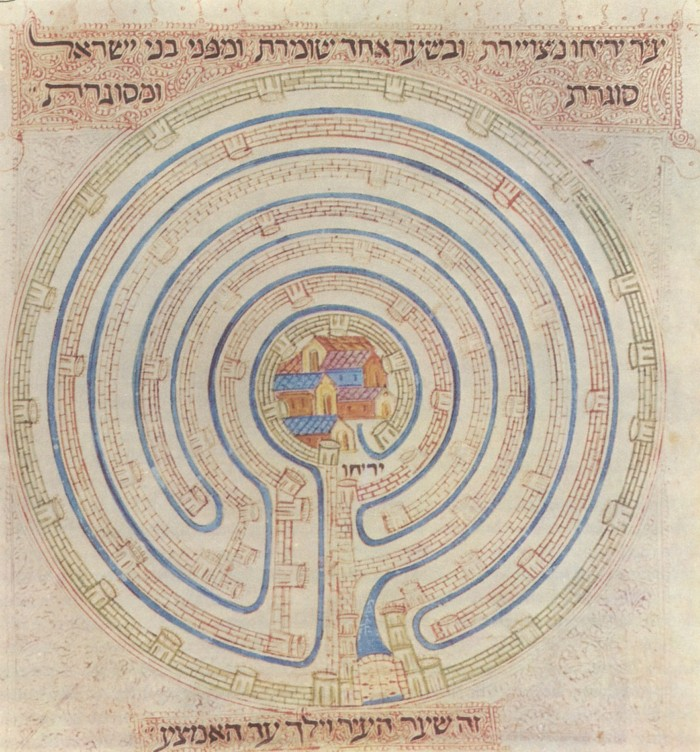
Plano imaginario de las murallas de Jericó en la Biblia Farhi.

Cresques elaboró una Biblia iluminada conocida como la Biblia Farhi, que además incluye tratados sobre geografía, cronología y gramática y una traducción al catalán de términos bíblicos en hebreo.
Cresques trabajó en esta obra durante 16 años de su vida, de 1366 a 1382, y la consideró su obra cumbre.